# 小池角關帝廟
小池角關帝廟，亦作池西關帝廟，臺灣澎湖縣廟宇，位於西嶼鄉池西村（小池角），主祀關聖帝君），西嶼澳角頭廟之一。法師流派為「普庵派」。:60–62

## 沿革
小池角位於漁翁島（澎湖縣西嶼鄉），當地居民先祖可追溯至南明永曆年間的移民，其聚落所在之處因位於淡水池塘角隅，相對於村落北方另有一座環繞池塘的村落，因此處池塘面積較小，故名「小池角」，其北邊聚落則稱「大池角」。小池角在清領時期由「西嶼澳」管轄，其地名到日治時期一路襲稱，直到民國40年（1951年）因國民政府進行行政區調整，將小池角劃分成「池東村」與「池西村」，而小池角關帝廟在行政區域上雖然歸屬在池西村，但因歷史文化脈絡使然，「池東村」與「池西村」屬同一祭祀圈，咸以小池角關帝廟為村內公廟。
小池角關帝廟開基於乾隆年間（1736年至1795年），確切年份不詳，總計經歷四次整建。廟內祀邱府王爺，約莫清領時期，被二崁村居民恭請金身移奉至二崁二興宮供奉。
根據廟中碑文所載，日治時期的1912年（明治45年或大正元年）曾有過一次重建；嗣後的重建工程在民國62年（1973年）破土，建築外觀委由澎湖後窟潭出身的謝自南設計，歷時六載，並於民國68年（1979年）竣工，即為今貌。此外，廟中碑文落款於中華民國68年（1979年）1月5日，署名由自稱關聖帝君的第59世孫關心全所書。

## 其他
澎湖知名觀光景點「池西岩瀑」亦位於此廟左近。

## 圖輯

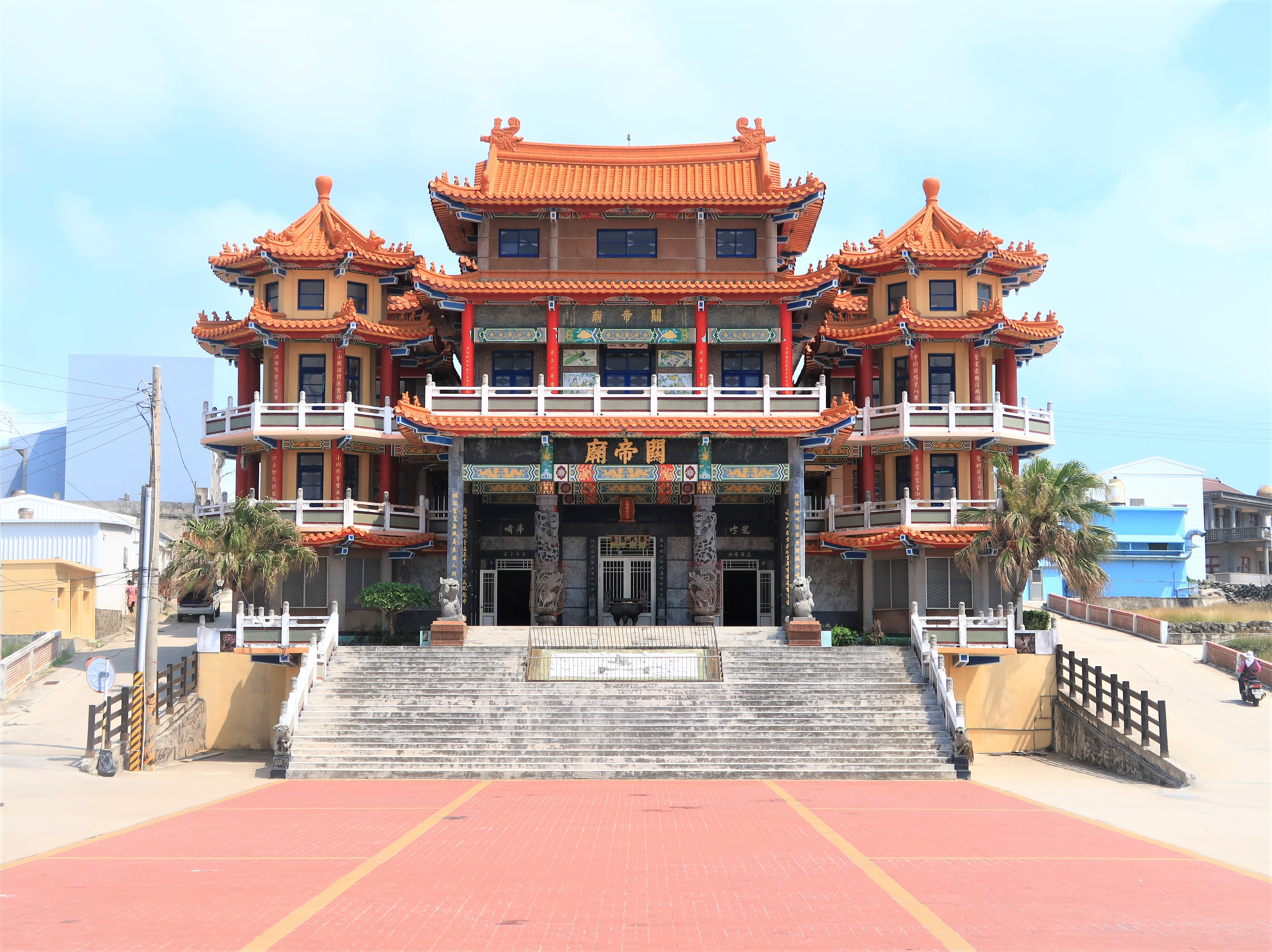
立面
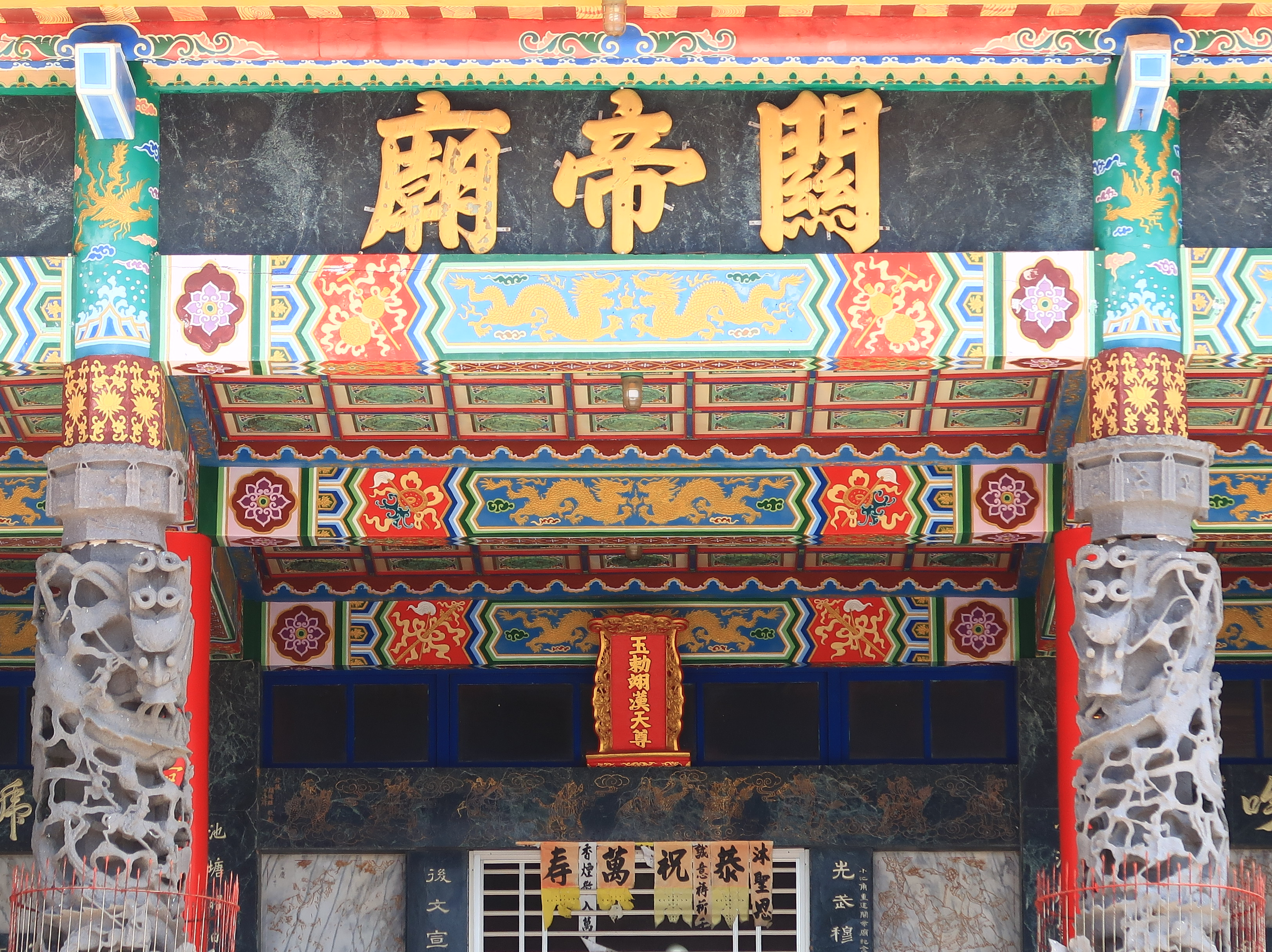
關帝廟（入口題字）
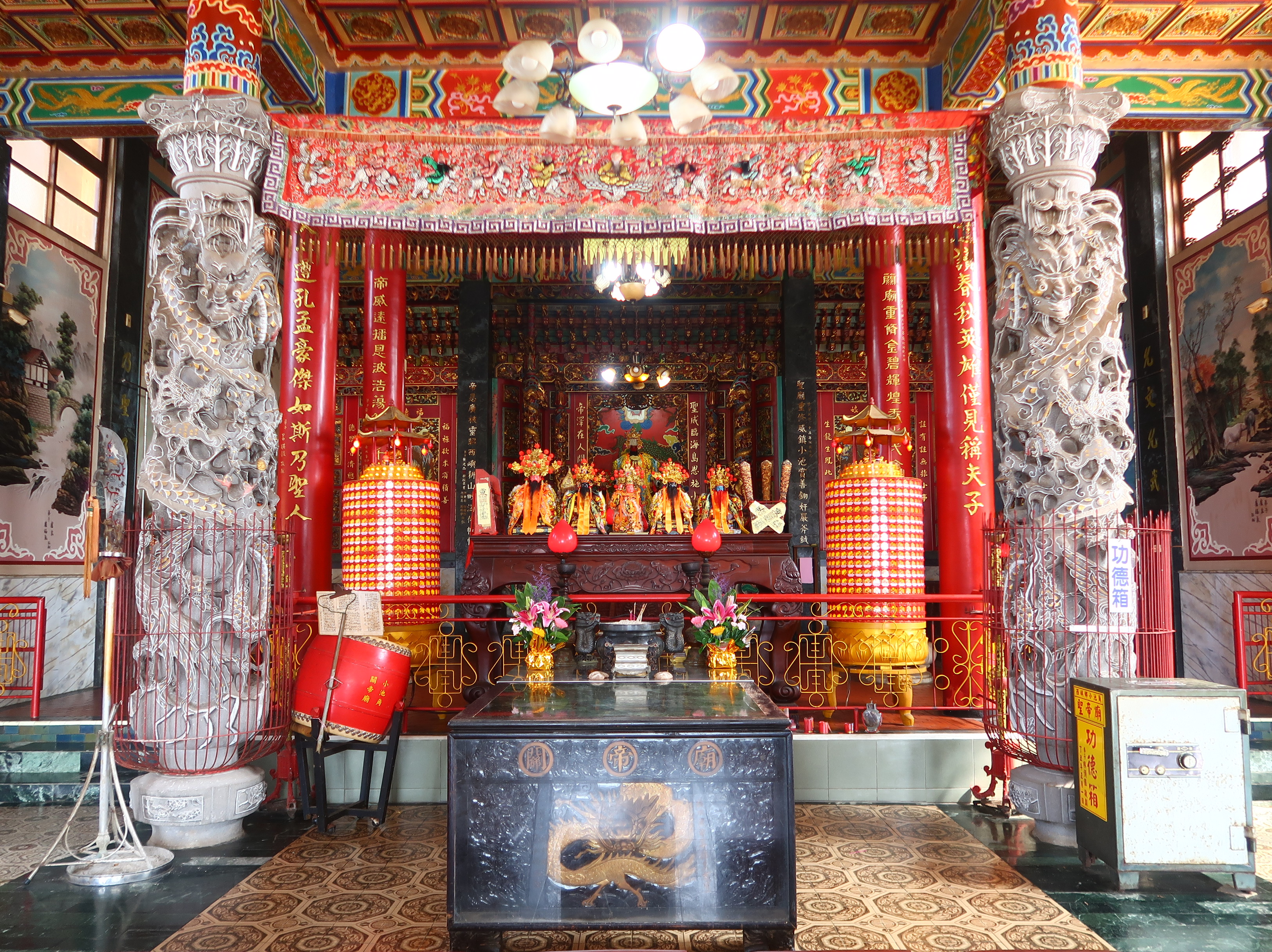
內殿神明廳
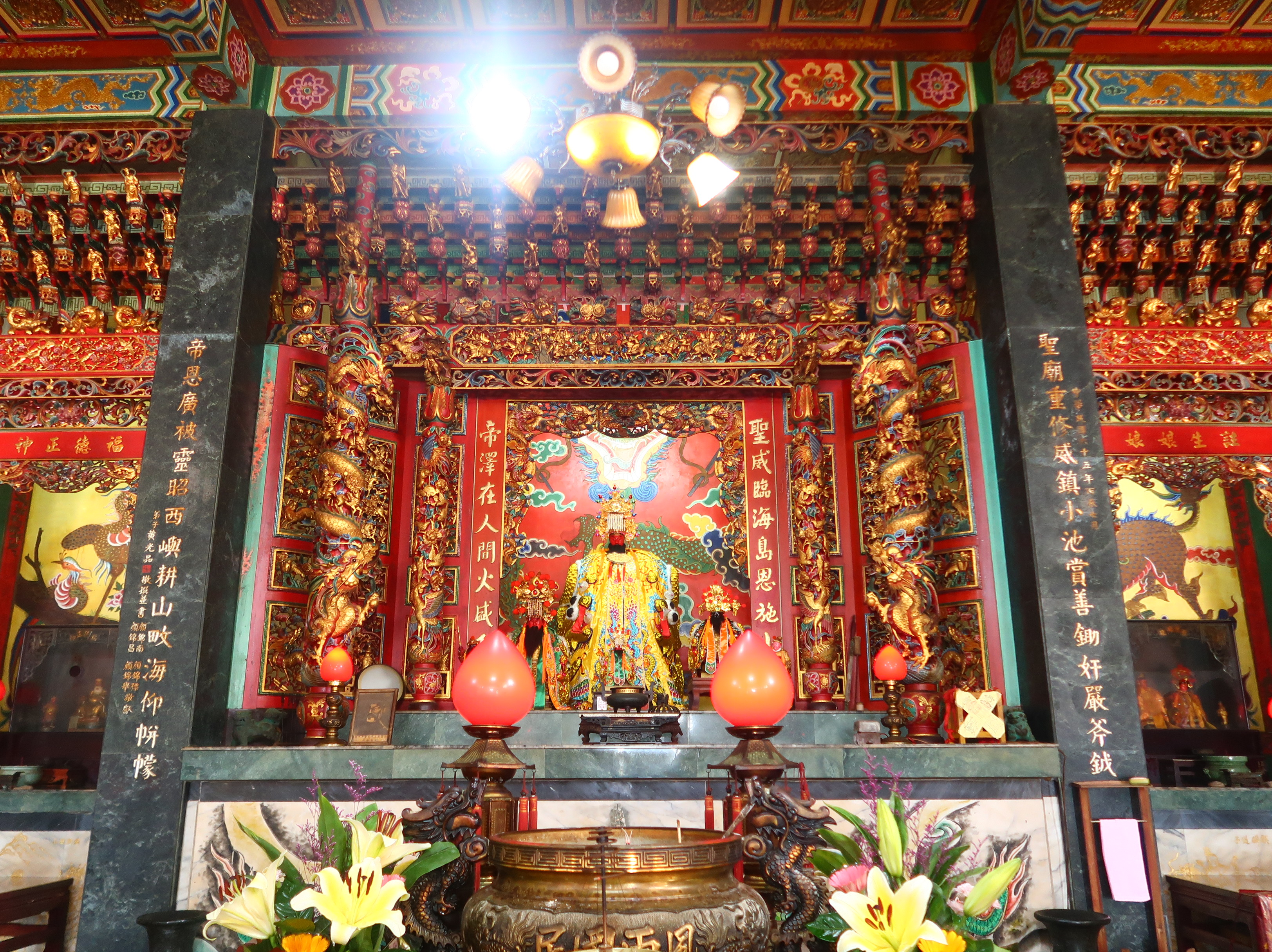
神龕主神
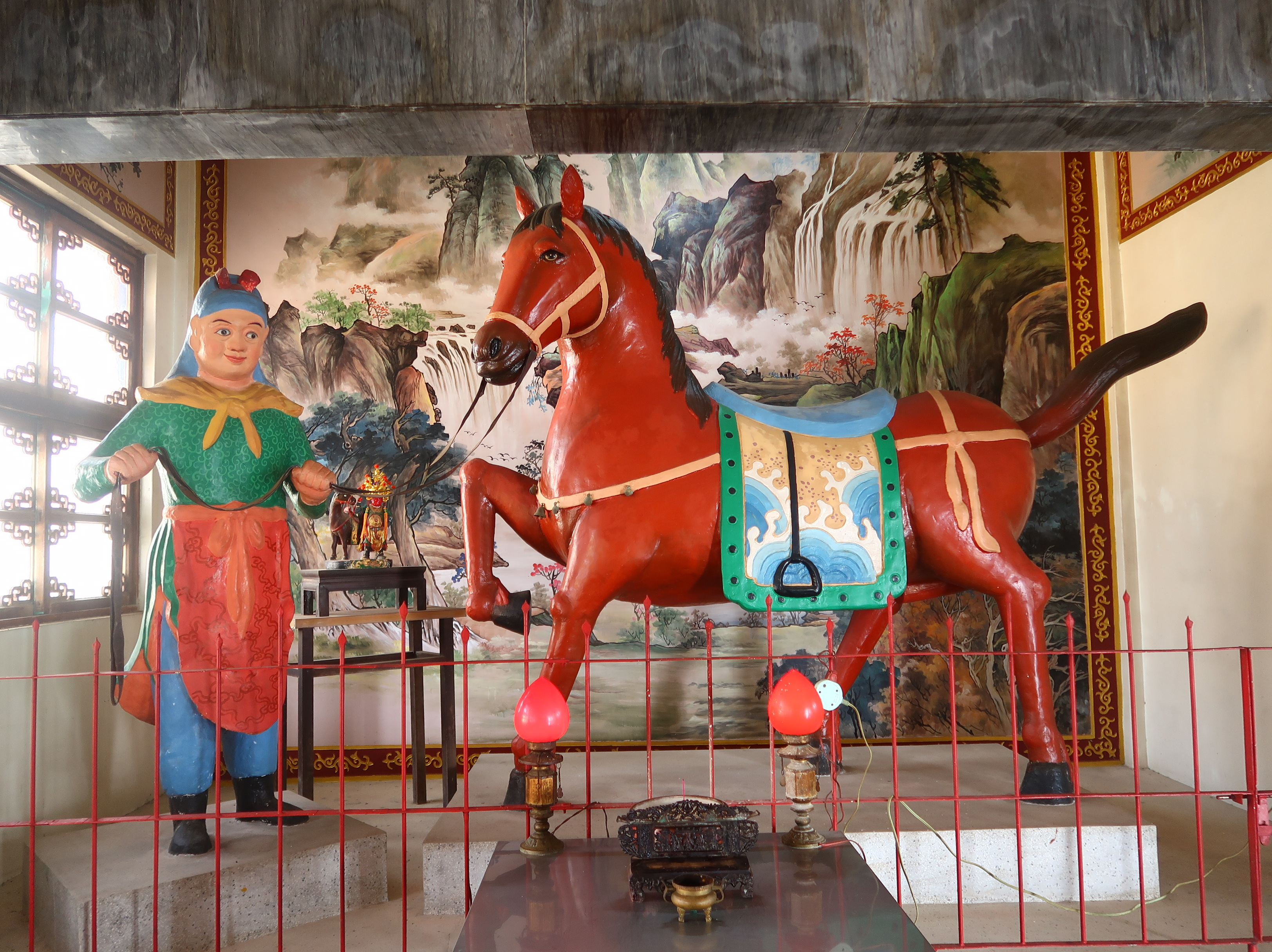
赤兔馬
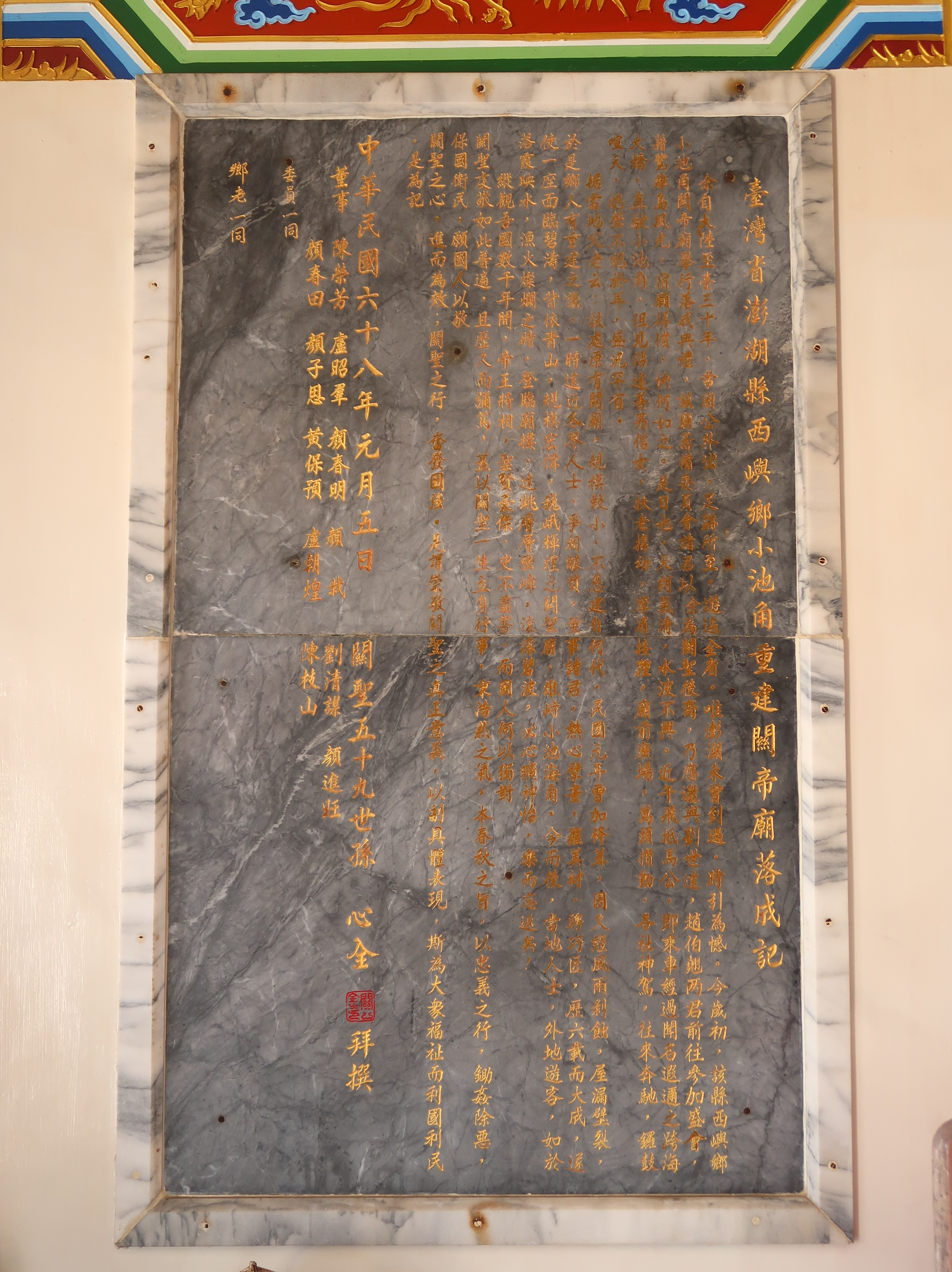
廟內碑記
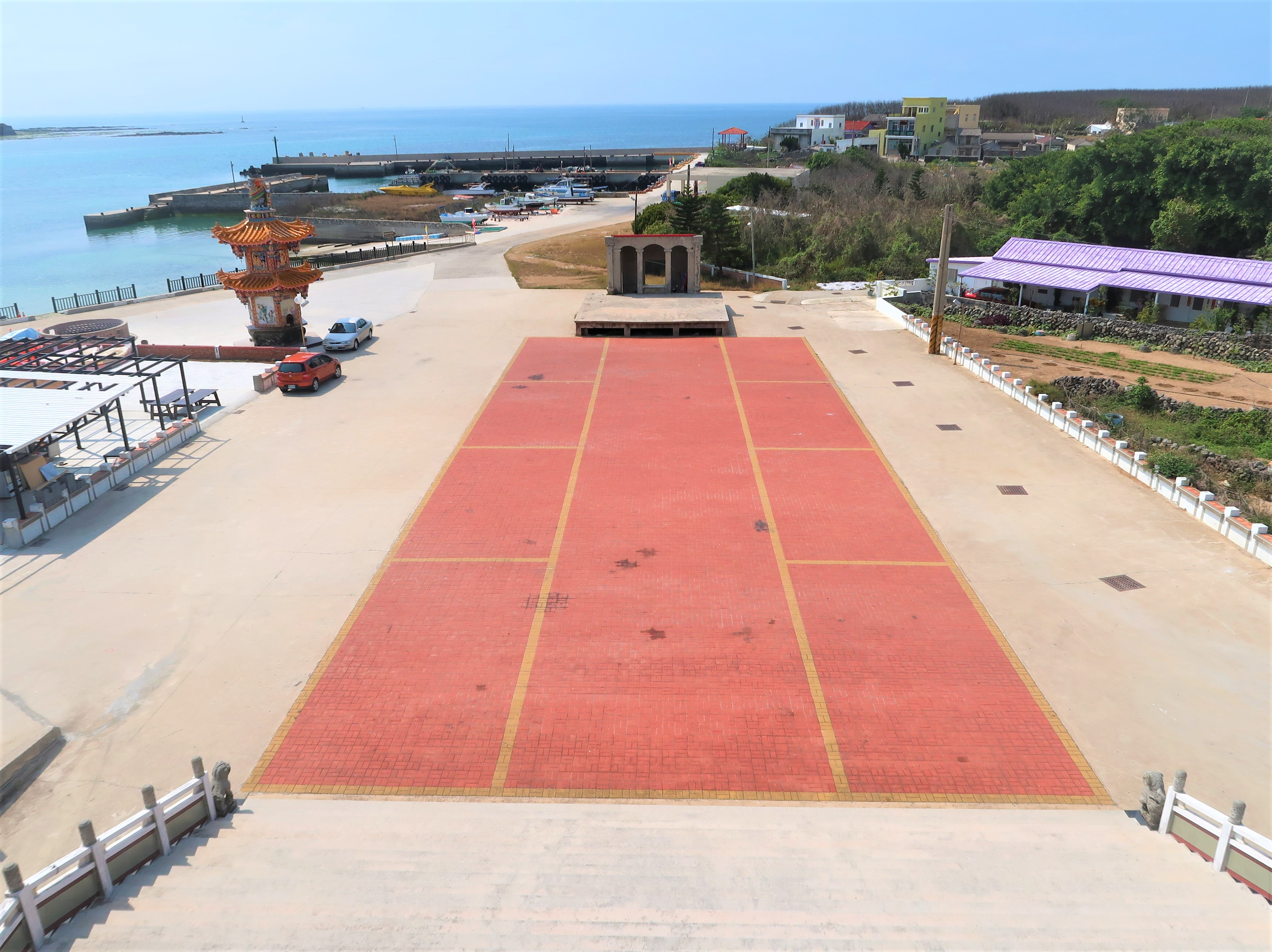
廟埕、戲台、金爐
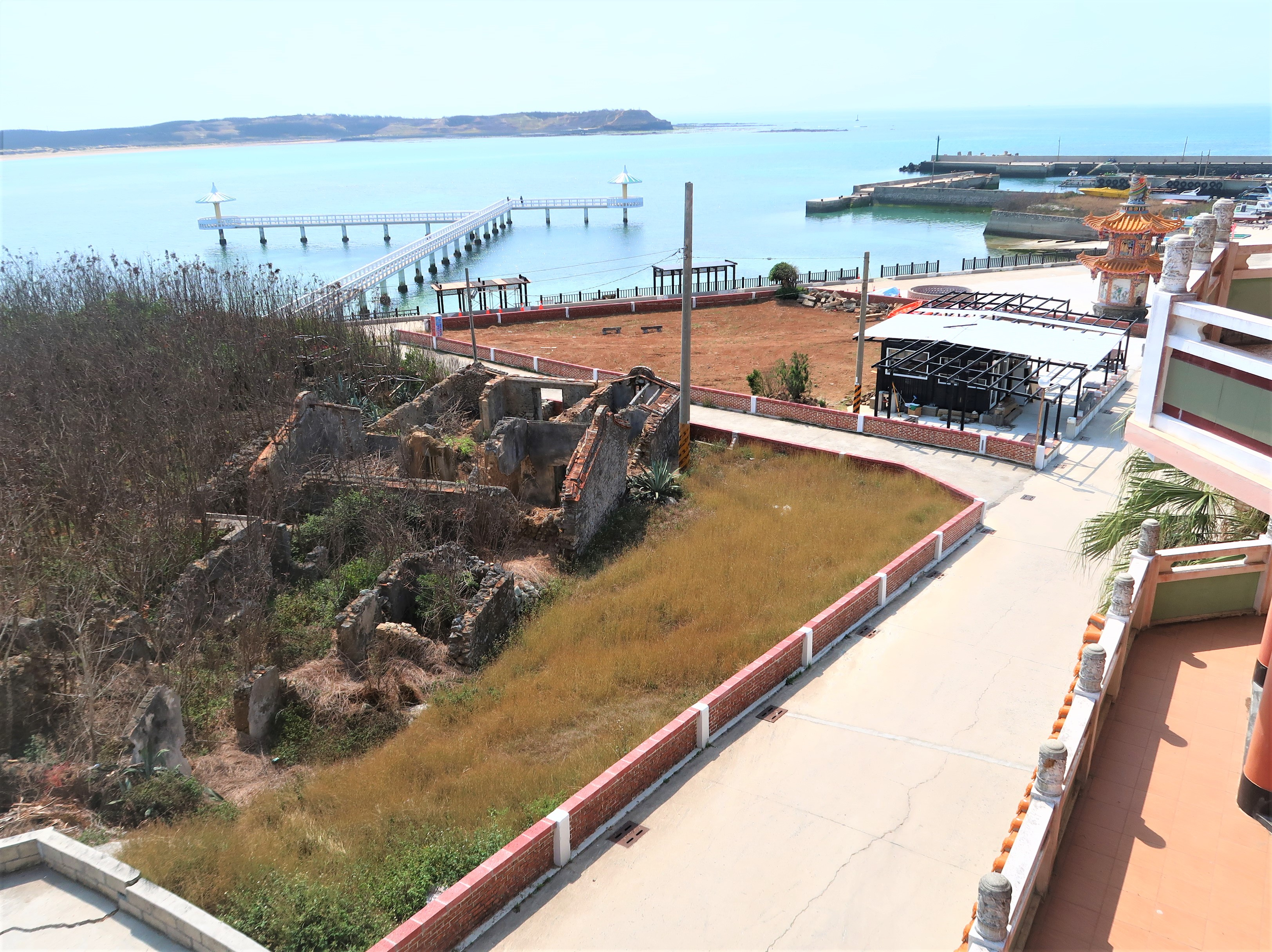
廟外景緻
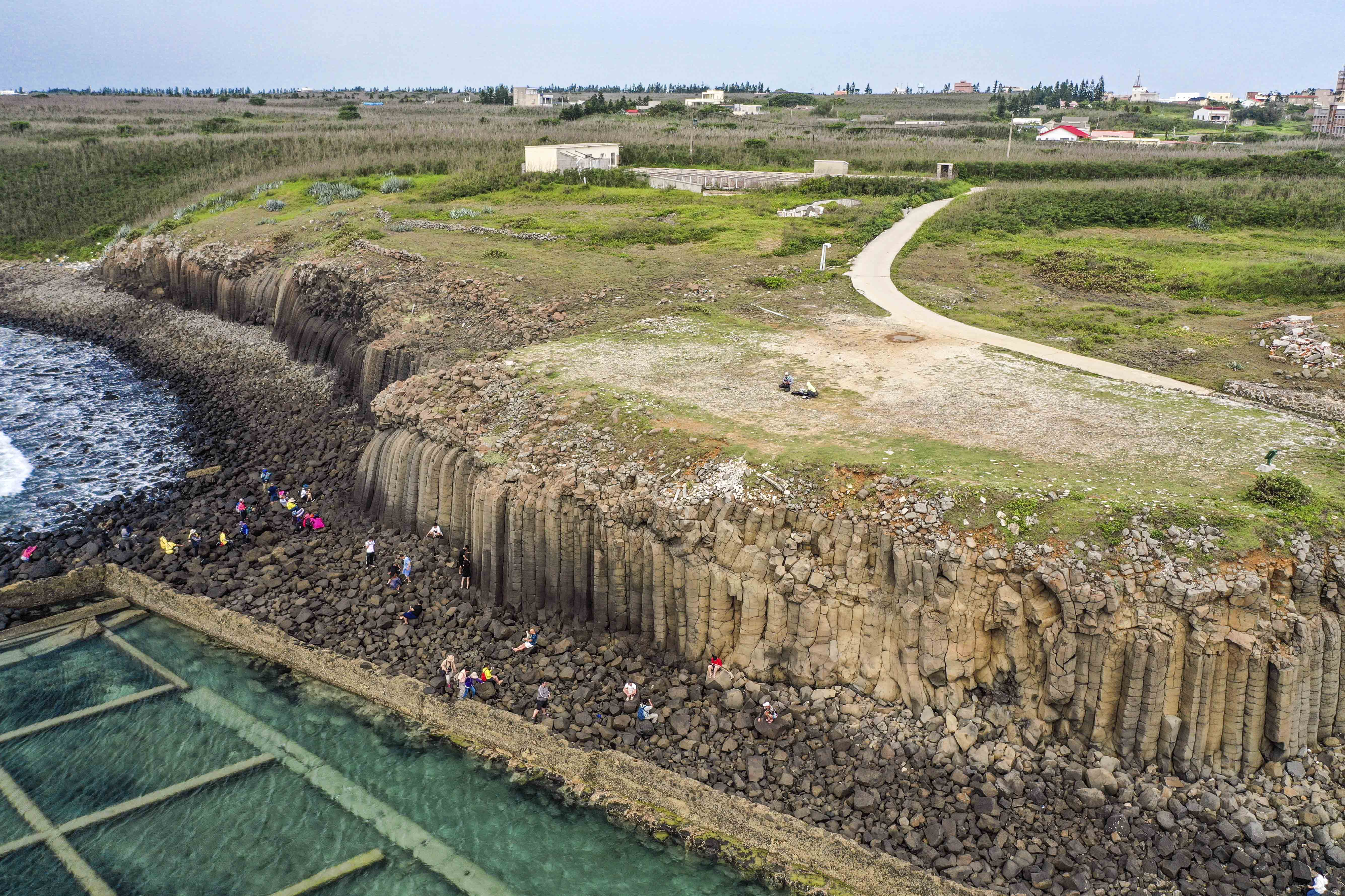
池西岩瀑